# Calceolaria lagunae-blancae
Calceolaria lagunae-blancae är en toffelblomsväxtart som beskrevs av Kränzl.. Calceolaria lagunae-blancae ingår i släktet toffelblommor, och familjen toffelblomsväxter. Inga underarter finns listade i Catalogue of Life.